# Aurora Plaza

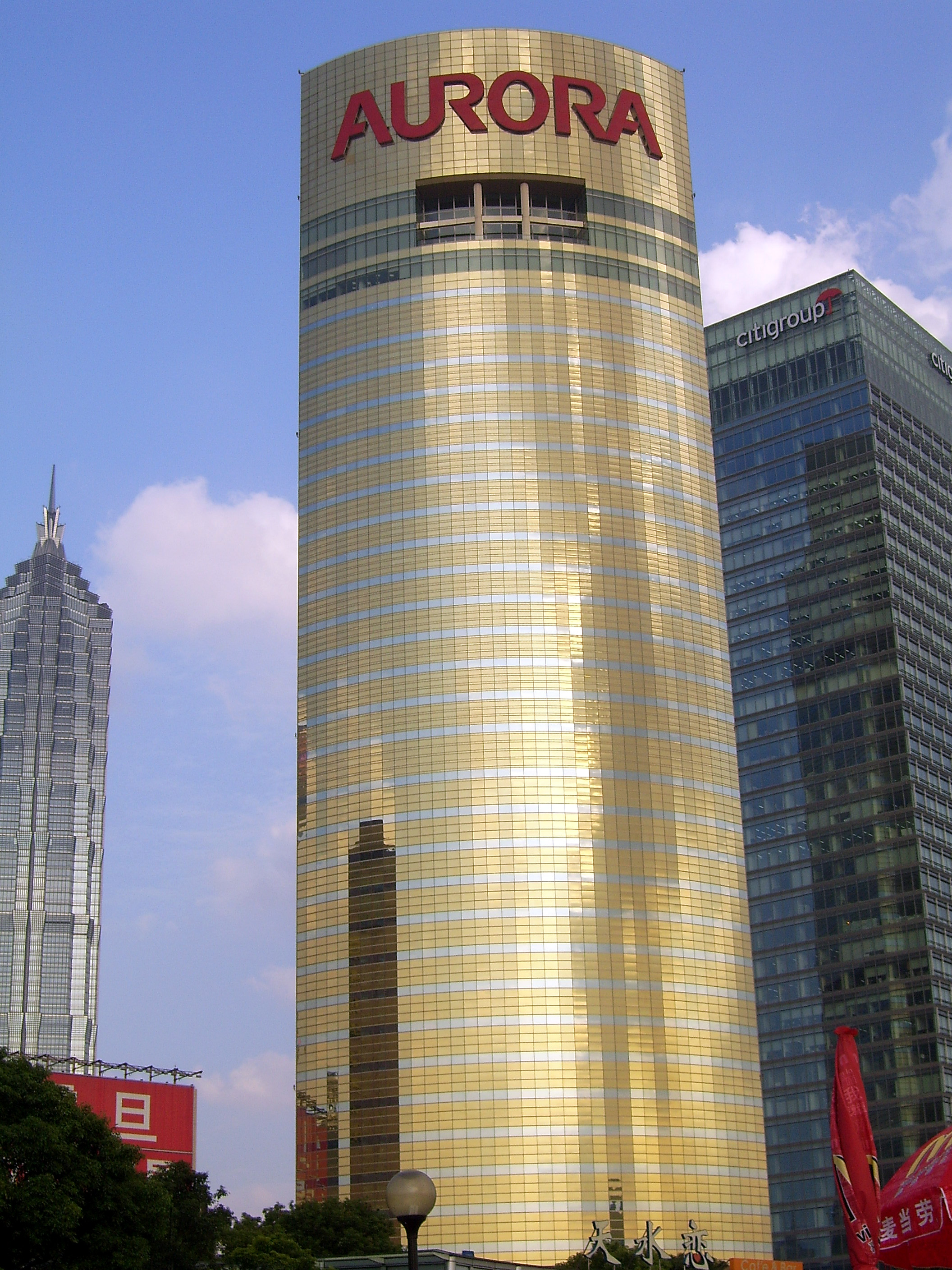
O Aurora Plaza, ao fundo pode-se ver a Jin Mao Tower.

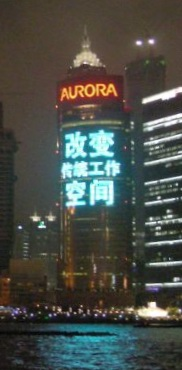
O Aurora Plaza à noite.

Aurora Plaza é um arranha-céus de 185 m e 37 andares no distrito financeiro de Pudong, em Xangai, na China. É um dos arranha-céus pequenos em Pudong mais conhecidos devido à sua curva elegante da fachada e o fato de estar escrito "AURORA" no cimo do edifício.